# Luis Vélez de Guevara
Luis Vélez de Guevara, född 1 augusti 1579, död 10 november 1644, var en spansk lyriker, tragöd och romanförfattare.
Av Guevaras enligt uppgift omkring 400 dramer finns bara ett fåtal i behåll och endast ett fåtal mera kända. Främst är Guevara känd för skälmromanen El diablo cojuelo ("Den haltande djävulen", 1641), fylld av kvickhet och humor och insnärjd i ordlekar. Den bearbetades senare av Alain-René Lesage till Le diable boiteux och har flera gånger översatts till svenska.